# Fleet Foxes (album)
Fleet Foxes è il primo album della band omonima, uscito nel 2008 per la Sub Pop Records.
L'album, da cui sono stati estratti due singoli: White Winter Hymnal e He Doesn't Know Why, è stato nominato disco dell'anno dal sito Pitchfork.
La copertina del disco mostra una riproduzione del celebre dipinto Proverbi fiamminghi di Pieter Brughel il Vecchio.

## Tracce
1. Sun It Rises – 3:11
2. White Winter Hymnal – 2:27
3. Ragged Wood – 5:07
4. Tiger Mountain Peasant Song – 3:28
5. Quiet Houses – 3:32
6. He Doesn't Know Why – 3:20
7. Heard Them Stirring – 3:02
8. Your Protector – 4:09
9. Meadowlarks – 3:11
10. Blue Ridge Mountains – 4:25
11. Oliver James – 3:23